# Pragmatische Sanktion (römisches Recht)
Als Pragmatische Sanktion (lateinisch sanctio pragmatica oder pragmatica sanctio) bezeichnet man im römischen Recht der Spätantike einen feierlichen Gesetzgebungsakt des Kaisers.

## Pragmatische Sanktion in der Antike
Üblicherweise werden als sanctiones pragmaticae kaiserliche Anordnungen bezeichnet, die eine Regelung für einen Einzelfall oder besondere Bestimmungen für bestimmte Personen oder ein bestimmtes Gebiet enthalten. Eine präzise Abgrenzung von anderen Formen der Rechtssetzung durch den Kaiser ist aber nicht möglich. Der Begriff ist seit dem 5. Jahrhundert nachweisbar, geht aber wohl auf Konstantin den Großen zurück.
Die wohl bekannteste pragmatische Sanktion der Antike ist die sanctio pragmatica pro petitione Vigilii, mit der Kaiser Justinian I. seine Gesetzbücher, den Codex, die Digesten, die Institutionen und die eigene Gesetzgebung 554 in den italienischen Provinzen in Kraft setzte, nachdem er Italien von den Ostgoten zurückerobert hatte. Dabei wurden auch Schenkungen ostgotischer Herrscher an Senat und Volk von Rom und Edikte Theoderichs aus dem Jahr 500 anerkannt, während Schenkungen und Verwaltungsakte Totilas widerrufen wurden.

## Pragmatische Sanktion im Mittelalter und in der Frühen Neuzeit
Im Mittelalter und in der Frühen Neuzeit wurde die aus dem römischen Recht stammende Bezeichnung für besonders feierliche Edikte (Verordnungen) eines Landesherrn verwendet, mit welcher der Monarch eine wichtige Staatsangelegenheit durch ein Grundgesetz regelte, das Unverletzlichkeit und ewige Geltung beanspruchte.
Bekanntestes Beispiel im deutschen Sprachraum dürfte die Pragmatische Sanktion von 1713 sein, durch die Kaiser Karl VI. eine nachrangige weibliche Erbfolge in den habsburgischen Ländern ermöglichte, was zur Erbfolge seiner Tochter Maria Theresia führte. Weitere Beispiele:
- die angebliche Pragmatische Sanktion Ludwigs IX. des Heiligen, Königs von Frankreich, aus dem Jahr 1268 – die sich als Fälschung erwiesen hat (siehe Gallikanische Kirche)
- die Pragmatische Sanktion von Bourges Karls VII., Königs von Frankreich, durch die er am 7. Juli 1438 in Bourges nach den Beschlüssen des Basler Konzils die Freiheiten der gallikanischen Kirche bestätigte (von Franz I. wieder aufgehoben)
- die Pragmatische Sanktion des Reichstags zu Mainz von 1439, welche die Basler Beschlüsse über die Gallikanische Kirche annahm, aber vom römischen Stuhl später durch Konkordate wieder beseitigt wurde
- die Pragmatische Sanktion Kaiser Karls V. von 1549, mit der er die Habsburgischen Niederlande reorganisierte und die Siebzehn Provinzen unabhängiger vom Heiligen Römischen Reich machte
- Die Pragmatische Sanktion von Kaiser Ferdinand II. vom 13. Oktober 1623, die das Jesuitenkolleg in Wien in die Universität inkorporierte und die faktische Übernahme der Wiener Universität durch die Jesuiten bedeutete, mit Ausnahme der medizinischen und juridischen Fakultät.[3]
- die Pragmatische Sanktion Karls III., Königs von Spanien, mit der er die Erbfolge bestimmte, als er 1759 das Königreich beider Sizilien seinem dritten Sohn überlassen musste
- die Pragmática (1567) des spanischen Königs Philipp II.
- die Pragmatische Sanktion Ferdinands VII., Königs von Spanien, mit der er 1830 die Erbfolge zugunsten seiner Tochter, der späteren Isabella II, änderte, was nach seinem Tode in Spanien zu den Carlistenkriegen führte

Um zum Ausdruck zu bringen, dass der Westfälische Friede im Reich wie ein in feierlicher Form erlassenes Gesetz gelten sollte, sah der Friedensvertrag von Osnabrück  von 1648 ausdrücklich vor, dass der Vertrag als “perpetua lex et pragmatica Imperii sanctio” anzusehen sei.